# Herrstad-Eket
Herrstad-Eket este o arie protejată (arie specială de conservare — SAC, sit de importanță comunitară — SCI) din Suedia întinsă pe o suprafață de 30,2 ha, integral pe uscat.

## Localizare
Centrul sitului Herrstad-Eket este situat la coordonatele 57°52′12″N 14°51′04″E / 57.87°N 14.851°E.

## Înființare
Situl Herrstad-Eket a fost declarat sit de importanță comunitară în decembrie 1998 pentru a proteja un număr necunoscut de specii din flora spontană și fauna sălbatică aflate în arealul zonei. Situl a fost protejat și ca arie specială de conservare în martie 2011.

## Biodiversitate
Situată în ecoregiunea boreală, aria protejată conține 4 habitate naturale: Formațiuni ierboase bogate în specii de Nardus, dezvoltate pe substraturi silicioase în zone montane (și în zone submontane, în Europa continentală), Pășuni din zone de pădure fino-scandinave, Pajiști cu Molinia pe soluri calcaroase, turboase sau argilos-nămoloase (Molinion caeruleae), Pajiști fino-scandinave uscate până la mezice, bogate în specii de altitudine mică.
La baza desemnării sitului se află un număr nedeclarat de specii protejate.